# Jordan Lotiès
Jordan Lotiès (ur. 5 sierpnia 1984 w Clermont-Ferrand) – francuski piłkarz występujący na pozycji pomocnika w klubie Chamalières FC.

## Kariera klubowa
Lotiès zawodową karierę rozpoczynał w 2003 roku w drugoligowym klubie Clermont Foot. W Ligue 2 zadebiutował 5 września 2003 w przegranym 0:2 meczu z FC Istres. 26 listopada 2004 w przegranym 3:4 spotkaniu ze Stade Lavallois strzelił pierwszego gola w trakcie gry w Ligue 2. W 2006 roku spadł z klubem do Championnat National. Wówczas odszedł z Clermont. Przez trzy sezony rozegrał tam 86 spotkań i zdobył 4 bramki. Latem 2006 roku trafił do drugoligowego Dijon FCO. Pierwszy ligowy mecz zaliczył tam 4 sierpnia 2006 przeciwko SM Caen (0:2). W Dijon spędził trzy sezony. W 2009 roku podpisał kontrakt z pierwszoligowym AS Nancy. W Ligue 1 zadebiutował 8 sierpnia 2009 w wygranym 3:1 meczu z Valenciennes FC.
W latach 2013–2016 Lotiès grał w hiszpańskiej Osasunie. Na początku 2016 wrócił do zespołu Dijon FCO. W 2017 przeszedł do belgijskiego KAS Eupen.
| Sezon   | Klub           | Kraj      | Rozgrywki              | Mecze | Bramki | Rozgrywki Europy | Mecze | Bramki |
| ------- | -------------- | --------- | ---------------------- | ----- | ------ | ---------------- | ----- | ------ |
| 2003/04 | Clermont Foot  | Francja   | Ligue 2                | 22    | 0      | –                | –     | –      |
| 2004/05 | Clermont Foot  | Francja   | Ligue 2                | 31    | 1      | –                | –     | –      |
| 2005/06 | Clermont Foot  | Francja   | Ligue 2                | 33    | 3      | –                | –     | –      |
| 2006/07 | Dijon FCO      | Francja   | Ligue 2                | 12    | 0      | –                | –     | –      |
| 2007/08 | Dijon FCO      | Francja   | Ligue 2                | 29    | 1      | –                | –     | –      |
| 2008/09 | Dijon FCO      | Francja   | Ligue 2                | 33    | 1      | –                | –     | –      |
| 2009/10 | AS Nancy       | Francja   | Ligue 2                | 22    | 0      | –                | –     | –      |
| 2010/11 | AS Nancy       | Francja   | Ligue 2                | 25    | 0      | –                | –     | –      |
| 2011/12 | AS Nancy       | Francja   | Ligue 1                | 25    | 0      | –                | –     | –      |
| 2012/13 | AS Nancy       | Francja   | Ligue 1                | 25    | 2      | –                | –     | –      |
| 2013/14 | CA Osasuna     | Hiszpania | Primera División       | 30    | 0      | –                | –     | –      |
| 2014/15 | CA Osasuna     | Hiszpania | Segunda División       | 8     | 0      | –                | –     | –      |
| 2015/16 | CA Osasuna     | Hiszpania | Segunda División       | 6     | 0      | –                | –     | –      |
| 2015/16 | Dijon FCO      | Francja   | Ligue 2                | 12    | 0      | –                | –     | –      |
| 2016/17 | Dijon FCO      | Francja   | Ligue 1                | 24    | 2      | –                | –     | –      |
| 2017/18 | KAS Eupen      | Belgia    | Eerste klasse A        | 33    | 2      | –                | –     | –      |
| 2018/19 | KAS Eupen      | Belgia    | Eerste klasse A        | 9     | 1      | –                | –     | –      |
| 2019/20 | Chamalières FC | Francja   | Championnat National 2 | 6     | 0      | –                | –     | –      |

Stan na: koniec sezonu 2020/2021.